# Державна дума України
Державна дума України — державний орган створений указом Президента України від 25 лютого 1992 року з метою вироблення основних напрямів та принципів діяльності органів виконавчої влади. Існував до кінця 1992 року коли був ліквідований Указом президента України як неефективний.

## Функції
Думі відводилася роль органу, який мав допомагати главі держави і виконувати владні обов'язки у здійсненні внутрішньої і зовнішньої політики. На державну думу покладалися, зокрема, такі функції і повноваження: 
1. розробка та обґрунтування цілісної державної соціально-економічної, гуманітарної, науково-технічної та правової політики за умов розвитку ринкових відносин і побудови демократичної правової держави;
2. створення механізмів реалізації стратегії розвитку відповідних сфер суспільного і державного життя та підготовка проєктів програм для розгляду і затвердження Президентом України, аналіз процесу їх здійснення;
3. визначення основних напрямів внутрішньої і зовнішньоекономічної політики України, розробка пропозицій щодо розвитку ресурсного, економічного, науково-технічного та оборонного потенціалу країни тощо[2].

## Діяльність
Головою Державної думи України був Президент України, його заступником — Прем'єр-міністр України. У структурі Думи працювало 4 колегії (з питань економічної, науково-технічної, гуманітарної та правової політики), очолювані державними радниками України, відповідно О. Ємельянов, І. Юхновський, М. Жулинський та О. Ємець. Всього Державна дума України складалася з 62 осіб — провідних фахівців різних галузей науки і практики. У засіданнях Думи та її колегій з правом дорадчого голосу брали участь міністри, а також запрошувалися представники зацікавлених відомств, експерти, консультанти.  Державна Дума проіснувала до кінця року, але так і не стала ефективним органом управління і була ліквідована 27 жовтня 1992 року.